# تئودور گرانت گری
تئودور گرانت گری (به انگلیسی: Theodore Grant Gray) (۳۱ ژانویه ۱۸۸۴–۸ سپتامبر ۱۹۶۴) روانپزشک و مدیر سلامت روان اهل نیوزلند بود.وی در ۳۱ ژانویه ۱۸۸۴ در ابردین ،ابردین‌شیر ،اسکاتلند به دنیا آمد.